# Rita Maestre
Maestre  Fernández est un nom espagnol. Le premier nom de famille, en général paternel, est Maestre ; le second, en général maternel, souvent omis, est Fernández.
Rita Maestre Fernández (prononcé en espagnol : ['rita ma'estre fer'nandeθ]), née le 13 avril 1988 à Madrid, est une femme politique espagnole. Elle est conseillère municipale de Madrid depuis le 13 juin 2015 et actuelle porte-parole du groupe municipal Más Madrid. Elle a été porte-parole de la mairie entre 2015 et 2019, auprès de la maire Manuela Carmena, et membre du conseil citoyen de Podemos, responsable des politiques d'action sociale.

## Biographie
Rita Maestre Fernández est née dans le quartier des Ventas (es) de Madrid. Sa mère travaille à la mairie et son père à l'agence fiscale municipale. Ils sont eux aussi membres de Podemos. Elle étudie les sciences politiques à l'université complutense de Madrid et fait des études de 3e cycle en économie internationale.
Elle participe au mouvement étudiant contre le processus de marchandisation de l'Université publique, ainsi qu'au collectif Juventud Sin Futuro (Jeunesse sans avenir) qui lance les premières manifestations du mouvement des Indignés aux côtés de Democracia Real Ya! (Démocratie Réelle Maintenant !).
Le 15 novembre 2014, elle est élue responsable des politiques d'action sociale du conseil citoyen de Podemos. Elle est aussi responsable des stratégies et campagnes du conseil citoyen de Madrid, pour ce même parti.

### Porte-parole de la mairie Madrid
Lors des élections municipales de 2015, elle est 5e sur la liste de Maintenant, Madrid menée par Manuela Carmena. Au sein du conseil municipal de Madrid, elle est porte-parole mais assure également la coordination du conseil de gouvernement local et la responsabilité des relations avec le conseil municipal.
Quelques jours après son investiture, le parquet de Madrid requiert un an de prison à son encontre pour délit d'offense contre les sentiments religieux, à la suite d'une manifestation pour la laïcité s'étant déroulée en 2011 au cours de laquelle les participants ont investi la chapelle de l'université complutense de Madrid, protestant contre la présence d'un bâtiment religieux au sein d'une université publique dans un pays laïque et contre l'attitude de l’Église catholique à l'égard des femmes et des homosexuels. Le parquet a estimé qu'ils « étaient guidés par la volonté d'offenser les sentiments religieux de ceux qui étaient présents dans la chapelle et de la communauté catholique ». Le procès débute en février 2016,, devant le juge elle rappelle qu'aucun office n'était en cours, que seuls deux fidèles étaient présents et qu'ils n'ont été ni insultés, ni attaqués. Elle est condamnée à payer une amende de 4 320 €. La défense fait appel du verdict et le 16 décembre 2016, l'Audience provinciale de Madrid acquitte Rita Maestre estimant que « d'un point de vue strictement technique et juridique, sans valeurs éthiques et morales, il n'y a pas d'élément objectif indiquant que les faits incriminés constituent un acte de profanation au sens strict ».
D'après le politologue Gaël Brustier, Rita Maestre appartient, au sein de Podemos, aux proches d'Íñigo Errejón et au courant des « horizontalistes », « décentralisateurs et partisans de la ligne « populiste de gauche », qui s'inspirent d’Ernesto Laclau et Chantal Mouffe.
Elle est affiliée à Podemos jusqu'au 12 novembre 2018, date à laquelle elle est suspendue avec cinq autres conseillers municipaux pour avoir refusé de participer aux primaires du parti en vue de désigner les candidats aux élections de 2019 et avoir préféré se présenter avec la plateforme de la maire sortante Manuela Carmena.

### Passage dans l'opposition
Aux élections municipales de 2019, elle figure en troisième position sur la liste de Más Madrid menée par Manuela Carmena. Cette-ci est la plus votée, mais les listes des partis de droite remportent une majorité de sièges et remportent donc l'élection. Elle est élue mais siège donc dans l'opposition et devient porte-parole médiatique du groupe Más Madrid, tandis que Marta Higueras, l'ancienne première adjointe, devient porte-parole organique. Elle exerce cette responsabilité jusqu'en juillet 2020, lorsqu'elle prend la tête du groupe en devenant porte-parole après une restructuration interne.
Elle est la candidate tête de liste de Más Madrid aux élections municipales de 2023.